# Agelas semiglaber
Agelas semiglaber är en svampdjursart som beskrevs av Gustavo Pulitzer-Finali 1996. Agelas semiglaber ingår i släktet Agelas och familjen Agelasidae.
Artens utbredningsområde är Papua Nya Guinea. Inga underarter finns listade i Catalogue of Life.